# 高興郡

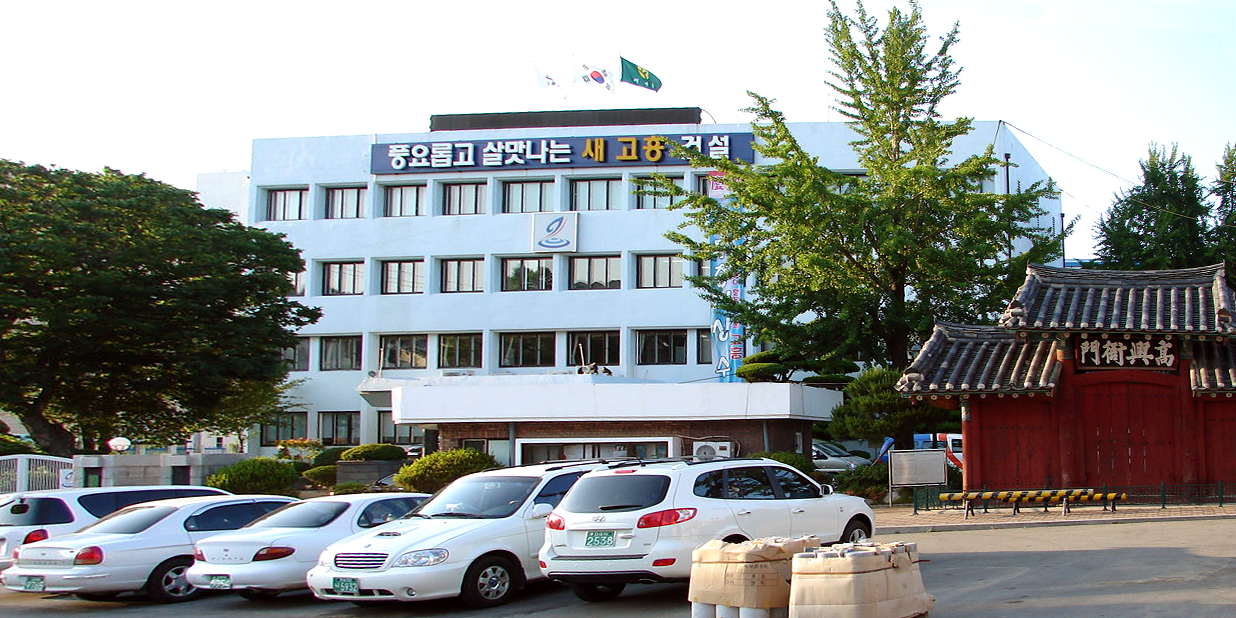
高興郡庁

高興郡（コフンぐん）は、大韓民国全羅南道の南海岸にある郡。
韓国のロケット発射施設である羅老宇宙センターが位置している。ユズの産地としても知られる。

## 地理
郡域の大部分は、南海岸に突き出した高興半島上にある。半島の付け根に当たる地域と、その周辺の島々をも郡域に含んでいる。郡に属する島は169個（うち有人島15個）の多数に上り、最大の島は半島西南沖の錦山島（クムサンド）である。
半島西南部にある小島・小鹿島（ソロクト）には、温暖な気候と隔離が容易な地理的状況から、植民地期にハンセン病療養所「小鹿島更生園」（現：国立小鹿島病院）が置かれた。
高興半島南東には、羅老島（ナロド）と総称される内羅老島（ネナロド）・外羅老島（ウェナロド）がある。羅老宇宙センターは外羅老島にある。人工衛星打ち上げロケット「羅老」（ナロ）はこの地名に由来する。

### 気候
- 最高気温極値38.5℃（1994年7月20日）
- 最低気温極値-14.4℃（1985年1月30日）

| 高興郡の気候                                                | 高興郡の気候 | 高興郡の気候 | 高興郡の気候 | 高興郡の気候  | 高興郡の気候  | 高興郡の気候  | 高興郡の気候   | 高興郡の気候   | 高興郡の気候  | 高興郡の気候 | 高興郡の気候 | 高興郡の気候 | 高興郡の気候     |
| 月                                                          | 1月          | 2月          | 3月          | 4月           | 5月           | 6月           | 7月            | 8月            | 9月           | 10月         | 11月         | 12月         | 年               |
| ----------------------------------------------------------- | ------------ | ------------ | ------------ | ------------- | ------------- | ------------- | -------------- | -------------- | ------------- | ------------ | ------------ | ------------ | ---------------- |
| 最高気温記録 °C （°F）                                      | 17.8 (64)    | 21.9 (71.4)  | 23.9 (75)    | 27.8 (82)     | 33.3 (91.9)   | 34.4 (93.9)   | 38.5 (101.3)   | 38.0 (100.4)   | 35.1 (95.2)   | 29.9 (85.8)  | 27.4 (81.3)  | 21.2 (70.2)  | 38.5 (101.3)     |
| 平均最高気温 °C （°F）                                      | 7.0 (44.6)   | 9.2 (48.6)   | 13.5 (56.3)  | 18.9 (66)     | 23.3 (73.9)   | 26.0 (78.8)   | 28.7 (83.7)    | 30.1 (86.2)    | 26.8 (80.2)   | 22.2 (72)    | 15.7 (60.3)  | 9.3 (48.7)   | 19.2 (66.6)      |
| 日平均気温 °C （°F）                                        | 1.6 (34.9)   | 3.2 (37.8)   | 7.4 (45.3)   | 12.7 (54.9)   | 17.4 (63.3)   | 21.1 (70)     | 24.7 (76.5)    | 25.7 (78.3)    | 21.6 (70.9)   | 15.7 (60.3)  | 9.4 (48.9)   | 3.5 (38.3)   | 13.7 (56.7)      |
| 平均最低気温 °C （°F）                                      | −3.3 (26.1)  | −2.3 (27.9)  | 1.4 (34.5)   | 6.4 (43.5)    | 11.7 (53.1)   | 16.9 (62.4)   | 21.5 (70.7)    | 22.2 (72)      | 17.2 (63)     | 9.9 (49.8)   | 3.6 (38.5)   | −1.8 (28.8)  | 8.6 (47.5)       |
| 最低気温記録 °C （°F）                                      | −14.4 (6.1)  | −12.7 (9.1)  | −8.5 (16.7)  | −4.4 (24.1)   | 1.7 (35.1)    | 8.2 (46.8)    | 14.1 (57.4)    | 11.2 (52.2)    | 6.6 (43.9)    | −1.1 (30)    | −8.1 (17.4)  | −10.6 (12.9) | −14.4 (6.1)      |
| 降水量 mm （inch）                                          | 25.9 (1.02)  | 46.5 (1.831) | 86.7 (3.413) | 128.2 (5.047) | 133.3 (5.248) | 186.9 (7.358) | 264.9 (10.429) | 264.9 (10.429) | 167.2 (6.583) | 66.8 (2.63)  | 51.4 (2.024) | 26.6 (1.047) | 1,449.3 (57.059) |
| 平均降水日数 （≥0.1 mm）                                    | 4.6          | 5.2          | 7.8          | 8.2           | 9.0           | 9.3           | 12.5           | 12.0           | 8.9           | 4.4          | 6.3          | 5.0          | 93.2             |
| % 湿度                                                      | 62.8         | 61.0         | 61.8         | 62.3          | 66.5          | 74.2          | 80.0           | 77.1           | 74.3          | 69.2         | 68.7         | 65.4         | 68.6             |
| 平均月間日照時間                                            | 166.3        | 172.2        | 200.8        | 212.9         | 221.8         | 169.0         | 156.1          | 185.0          | 173.3         | 203.1        | 168.1        | 167.3        | 2,195.9          |
| 出典：韓国気象庁 (平均値：1991年-2020年、極値：1972年-現在) |              |              |              |               |               |               |                |                |               |              |              |              |                  |

### 隣接自治体
- 北 － 宝城郡

## 歴史
高興の地名は高麗時代からの歴史を有する。1914年、日本統治下で行われた府郡の廃合により、現在の高興郡の範囲が制定された。
2001年より宇宙センター建設事業がはじまった。郡内では宇宙教育広報館や国立高興青少年宇宙体験センター、宇宙天文科学館など宇宙関係の事業が推進されている。

### 年表
- 1285年 - 高興県と称される。
- 1395年 - 倭寇の侵入により官衙を宝城郡の属県である兆陽県（今の宝城郡鳥城面）に移転した。1397年には鎮を設置した。
- 1441年 - 官衙を現在の高興邑に移転した。兆陽県を宝城郡に返還して宝城の属県だった南陽県・泰江県・豊安県・道化県と長興の属県だった荳原県・道陽県を編入し、高興と南陽にちなんで興陽県に改称した。
- 1895年 - 興陽県は興陽郡に改称し、羅州府に属する（二十三府制）。
- 1896年 - 興陽郡は全羅南道に所属する（十三道制）。
- 1914年4月1日 - 郡面併合により、興陽郡および莞島郡得良面・突山郡の蓬莱面・錦山面および玉井面の獐島里をもって、高興郡が発足。高興郡に以下の面が成立。（13面）[4]
  - 高興面・豆原面・古邑面・道陽面・道化面・浦頭面・占岩面・南面・南陽面・大西面・東江面・錦山面・蓬莱面

| 法律第539号 읍설치에관한법률 |            | |
| 旧行政区画                   | 新行政区画 | 新行政区画 |
| 興陽郡邑内面                 | 高興面     | 고소리、남계리、등암리、서문리、성촌리、옥하리、행정리、호동리、호형리                                                 |
| 興陽郡大江面                 | 東江面     | 대강리、노동리、마륜리、매곡리、유둔리                                                                                 |
| 興陽郡東面                   | 東江面     | 오월리、장덕리、죽암리、청송리、한천리                                                                                 |
| 突山郡玉井面                 | 東江面     | 장도리 |
| 突山郡玉井面                 | 南面       | 백일리 |
| 興陽郡南面                   | 南面       | 과역리、도천리、노일리、연등리、석봉리、신곡리、호덕리                                                                 |
| 興陽郡大西面                 | 大西面     | 금마리、남정리、안남리、화산리                                                                                         |
| 興陽郡南西面                 | 大西面     | 상남리、송강리、송림리                                                                                                 |
| 興陽郡南西面                 | 南陽面     | 망주리、월정리、침교리                                                                                                 |
| 興陽郡南陽面                 | 南陽面     | 남양리、대곡리、신흥리、장담리、중산리                                                                                 |
| 興陽郡古邑面                 | 古邑面     | 상림리、보천리、야막리、율치리、송정리、풍남리、매곡리、안동리、봉양리、고옥리、당두리、한동리                         |
| 興陽郡占岩面                 | 占岩面     | 강산리、금사리、남열리、대룡리、모룡리、사정리、성기리、신안리、양사리、여호리、연봉리、우천리、장남리、천학리、화계리 |
| 興陽郡道陽面                 | 道陽面     | 가야리、관리、도덕리、용정리、용동리、봉덕리、봉암리、신양리、장계리                                                   |
| 莞島郡得良面                 | 道陽面     | 得良里 |
| 興陽郡道化面                 | 道化面     | 봉룡리、신호리、당오리、가화리、사덕리、봉산리、덕중리、내발리、구암리                                                 |
| 興陽郡豆原面                 | 豆原面     | 운대리、용반리、신송리、용산리、학곡리、영오리、관덕리、풍류리、대금리、성두리、예회리、용당리、대전리                 |
| 興陽郡浦頭面                 | 浦頭面     | 남촌리、상포리、장수리、길두리、상대리、봉림리、세동리、차동리、옥강리、남성리、송산리                                 |
| 突山郡錦山面                 | 錦山面     | 대흥리、석정리、소록리、신전리、신촌리、신평리、어전리、오마리、오천리                                                 |
| 突山郡蓬莱面                 | 蓬莱面     | 덕흥리、백양리、봉영리、사양리、시산리、신금리、예내리、외초리、오취리、지죽리                                         |

- 1931年4月1日（13面）[5]
  - 古邑面が豊陽面に改称。
  - 南面が過駅面に改称。
- 1963年1月1日（13面）[6]
  - 蓬莱面の一部が豊陽面・道化面・浦頭面に分割編入。
  - 錦山面の一部が道陽面に編入。

| 法律第1175号         |              |
| 旧行政区域           | 新行政区     |
| 蓬莱面詩山里         | 豊陽面の一部 |
| 蓬莱面支竹里         | 道化面の一部 |
| 蓬莱面悟翠里         | 浦頭面の一部 |
| 錦山面五馬里、小鹿里 | 道陽面の一部 |

- 1973年7月1日
  - 道陽面が道陽邑に昇格。（1邑12面）[7]
  - 道陽邑に道徳出張所を設置。[8]
- 1974年4月4日 - 道陽邑小鹿里に小鹿出張所を設置。[9]
- 1979年5月1日 - 高興面が高興邑に昇格。（2邑11面）[10]
- 1983年
  - 2月15日（2邑12面）[11]
    - 道陽邑道徳出張所が道徳面に昇格。
    - 東江面の一部（獐島里）が宝城郡筏橋邑に編入。
    - 豊陽面詩山里・錦山面新村里の上花島・下花島が道陽邑に編入。

  - 12月5日 - 錦山面五泉里に五泉出張所を設置。[12]
- 1986年3月27日 - 占岩面楊蛇出張所が山内面に昇格。（2邑13面）[13]
- 1987年1月1日
  - 道陽邑小鳳里が鳳棲里に改称。
  - 豊陽面ウォルドン里がヨンホ里に改称。
- 1989年4月1日 - 山内面が影南面に改称。（2邑13面）[14]
- 1990年
  - 7月1日 - 蓬莱面内島出張所が東日面に昇格。（2邑14面）[15]
  - 7月19日 - 浦頭面松山里に松山出張所を設置。[15]
  - 8月1日 - 宝城郡筏橋邑の一部（獐島里の竹島）が東江面に編入。（2邑14面）
- 1998年9月7日 - 錦山面五泉出張所と浦頭面松山出張所を廃止。
- 2009年6月11日 - 羅老宇宙センター竣工。
- 2018年3月6日 - 南渓宅地開発地区に高興郡庁の新庁舎が移転。

## 行政

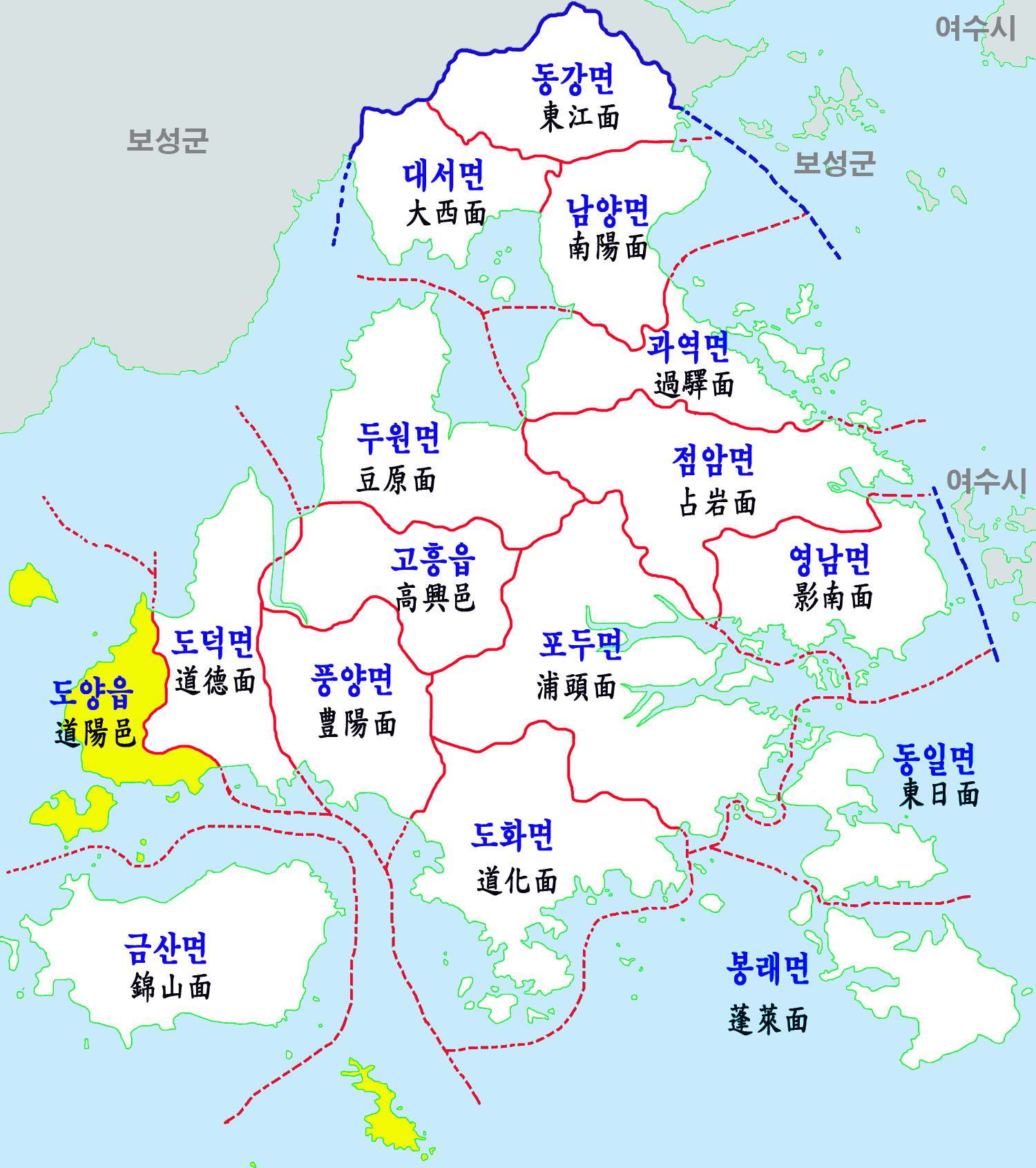
行政区域図

2邑14面からなる。郡庁は高興半島中央部の高興邑玉下里にある。

### 下位行政区画
| 邑・面                      | 法定里                                                                                                 |
| --------------------------- | --- |
| 道陽邑（トヤン=ウプ）       | 長渓里、官里、龍井里、鳳岩里、得良里、小鹿里、矢山里                                                   |
| 高興邑（コフン=ウプ）       | 姑蘇里、虎東里、城村里、登岩里、虎形里、南渓里、玉下里、西門里、杏丁里                                 |
| 道徳面（トドク=ミョン）     | 道徳里、新陽里、柯也里、鳳徳里、五馬里、龍洞里                                                         |
| 豆原面（トゥウォン=ミョン） | 鶴谷里、観徳里、風流里、大錦里、大田里、龍塘里、龍盤里、龍山里、礼会里、城頭里、永梧里、新松里、雲垈里 |
| 豊陽面（プンヤン=ミョン）   | 上林里、野幕里、普天里、堂頭里、沽玉里、寒東里、鳳陽里、安洞里、梅谷里、豊南里、松亭里、栗峙里         |
| 道化面（トファ=ミョン）     | 加禾里、九岩里、四徳里、鉢浦里、徳中里、鳳龍里、鳳山里、堂梧里、新虎里、支竹里                         |
| 浦頭面（ポドゥ=ミョン）     | 南星里、南村里、玉崗里、車洞里、細洞里、吉頭里、上大里、上浦里、鳳林里、長水里、松山里、梧翠里         |
| 占岩面（チョマム=ミョン）   | 天鶴里、荘南里、江山里、呂湖里、花鶏里、聖基里、茅龍里、大龍里、沙亭里、淵鳳里、新安里                 |
| 影南面（ヨンナム=ミョン）   | 錦巳里、楊蛇里、南悦里、牛川里                                                                         |
| 過駅面（クァヨク=ミョン）   | 新谷里、白日里、蓮灯里、虎徳里、石鳳里、過駅里、老日里、道川里                                         |
| 南陽面（ナミャン=ミョン）   | 長潭里、新興里、大谷里、南陽里、中山里、月亭里、望珠里、沈橋里                                         |
| 大西面（テソ=ミョン）       | 金馬里、南亭里、雁南里、禾山里、松林里、松江里、上南里                                                 |
| 東江面（トンガン=ミョン）   | 油芚里、馬輪里、大江里、梅谷里、寒泉里、梧月里、青松里、竹岩里、掌徳里、魯東里                         |
| 錦山面（クムサン=ミョン）   | 大興里、於田里、新田里、新村里、新平里、石井里、五泉里                                                 |
| 蓬莱面（ポンネ=ミョン）     | 新錦里、曳内里、外草里、泗洋里                                                                         |
| 東日面（トンイル=ミョン）   | 鳳寧里、百洋里、徳興里                                                                                 |

### 警察
- 高興警察署

### 消防
- 宝城消防署
  - 高興119安全センター
  - 道陽119安全センター

## 交通
郡内に旅客用空港・高速道路・鉄道はなく、一般の国道で順天市・光陽市などと結ばれている。海を隔てて東に当たる麗水市との間に橋を架ける工事が行われている。

### 国道
- 国道15号
- 国道27号線 (韓国)（朝鮮語版）
- 国道77号

## 文化・観光
- 多島海海上国立公園
- 小鹿島（道陽邑）
- 羅老宇宙センター（蓬莱面）
- 金一記念体育館 - 大木金太郎の日本名で知られる同地出身のプロレスラー・金一を記念した施設[16][17]。

## 姉妹都市
韓国国内
- 衿川区（ソウル特別市）
- 昌原市（慶尚南道）

韓国国外
- 鹿島市（日本・佐賀県）
  - 1997年1月22日 － 友好結縁都市協定締結

## 舞台とした作品

### 映画
- 純情（2016年）